# Halisaurus
 Halisaurus  (Gr. halis = Meer; sauros  = Echse) ist eine Gattung der Mosasaurier aus der Oberkreide. Fragmentarische fossile Überreste wurden in Europa, Nordamerika, Südamerika und Afrika gefunden. Der Fossilbericht von Halisaurus erstreckt sich über einen Zeitraum von über 20 Millionen Jahren, vom frühen Santonium bis zum späten Maastrichtium.

## Merkmale
Halisaurus war ein verhältnismäßig kleiner, maximal 4,5 Meter lang werdender Mosasaurier, der einen 40 cm langen, hochkinetischen Schädel und eine primitiv gebaute Wirbelsäule hatte. Die Halswirbel waren stark komprimiert. Zygapophysen (lange Knochenstäbe, welche die einzelnen Wirbelelemente verbanden) waren nicht vorhanden.

## Systematik und Anatomie
Halisaurus bildet zusammen mit Eonatator die Unterfamilie Halisaurinae, die Schwestergruppe der fortschrittlicheren Natania. Das monophyletische Verwandtschaftsverhältnis der Halisaurinae wird durch folgende Synapomorphien (gemeinsame abgeleitete Merkmale) begründet.

### Schädel
Die Form der seitlichen Knochennaht (Sutur) zwischen Zwischenkieferbein (Prämaxillare) und Oberkiefer (Maxillare) am Gesichtsschädel und die schräge Kontaktfläche zwischen Scheitelbein (Parietale) und Supratemporale am Hirnschädel sind charakteristisch.

### Extremitäten
Die Vordergliedmaßen zeigen eine außen (präaxial) verlaufende Knochenleiste entlang der unteren (distalen) zwei Drittel der Speiche (Radius). Die  Hintergliedmaßen haben ein langes und schlankes Schienbein (Tibia) und Wadenbein (Fibula), wobei die Endbereiche (Akren) etwas breiter sind.

## Arten
- Halisaurus platyspondylus (Typusart)
- Halisaurus arambourgi, aus Marokko[3]
- Halisaurus onchognathus, Nomen dubium, das in einem Museum in München liegende Typusexemplar wurde im Zweiten Weltkrieg zerstört.
- Halisaurus ortliebi, lediglich ein fragmentierter Schädel ohne Wirbelsäule